# Uziarnienie
Uziarnienie (skład granulometryczny, granulacja) – rozkład wielkości ziaren rozdrobnionego materiału. Uziarnienie określa się w laboratorium, badając procentową zawartość poszczególnych frakcji w stosunku do ciężaru całej próbki badanego kruszywa lub gruntu.

## Metody badań uziarnienia
- analiza sitowa - używa się zestawu około dziesięciu sit o wielkości oczek od ok. 0,05 mm do 80 mm lub innych, ułożonych jedno na drugim w kolejności wielkości oczek malejącej w dół; sita wibrując powodują przechodzenie cząstek drobniejszych a zatrzymywanie grubszych na każdym z nich; dotyczy frakcji grubszych od ok. 0,05 mm,
- analiza sedymentacyjna, np. analiza areometryczna - bada się prędkość opadania cząstek w roztworze wodnym, badając gęstość roztworu areometrem w określonych odstępach czasu i na podstawie prawa Stokesa przelicza na zawartość w mieszaninie cząstek o określonych średnicach zastępczych; dotyczy frakcji drobniejszych niż ok. 0,05 mm, które uprzednio należy oddzielić,
- analiza spektrofotometryczna - opiera się na analizie światła laserowego przechodzącego przez roztwór zawierający cząstki; dotyczy drobniejszych frakcji,
- metoda optoelektroniczna - metoda pomiaru ziaren w świetle przechodzącym. Pomiar cząstek od 0,5 μm do 130 mm z jednoczesnym uzyskanie krzywej uziarnienia w tym zakresie.
- inne.

Otrzymane wyniki (masy poszczególnych frakcji) służą do wykreślenia (w postaci wykresu) charakterystyki uziarnienia badanej partii materiału, czyli krzywej uziarnienia.